# Lijst van johnsonlichamen
Dit artikel geeft een lijst met de 92 johnsonlichamen. De johnsonlichamen zijn een bepaalde verzameling van veelvlakken.

## Piramiden, prismatoïden en rotonden
| Jn | Naam                 | Openvouwing | Afbeelding | Symmetriegroep |
| -- | -------------------- | ----------- | ---------- | -------------- |
| 1  | Vierkante piramide   |             |            | C4v            |
| 2  | Vijfhoekige piramide |             |            | C5v            |
| 3  | Driehoekige koepel   |             |            | C3v            |
| 4  | Vierkante koepel     |             |            | C4v            |
| 5  | Vijfhoekige koepel   |             |            | C5v            |
| 6  | Vijfhoekige rotonde  |             |            | C5v            |

## Getransformeerde piramiden en bipiramiden
| Jn | Naam                                     | Openvouwing | Afbeelding | Symmetriegroep |
| -- | ---------------------------------------- | ----------- | ---------- | -------------- |
| 7  | Verlengde driehoekige piramide           |             |            | C3v            |
| 8  | Verlengde vierkante piramide             |             |            | C4v            |
| 9  | Verlengde vijfhoekige piramide           |             |            | C5v            |
| 10 | Verlengde gedraaide vierkante piramide   |             |            | C4v            |
| 11 | Verlengde gedraaide vijfhoekige piramide |             |            | C5v            |
| 12 | Driehoekige bipiramide                   |             |            | D3h            |
| 13 | Vijfhoekige bipiramide                   |             |            | D5h            |
| 14 | Verlengde driehoekige bipiramide         |             |            | D3h            |
| 15 | Verlengde vierkante bipiramide           |             |            | D4h            |
| 16 | Verlengde vijfhoekige bipiramide         |             |            | D5h            |
| 17 | Verlengde gedraaide vierkante bipiramide |             |            | D4d            |

## Getransformeerde koepels en rotonden
| Jn | Naam                                                                   | Openvouwing | Afbeelding | Symmetriegroep |
| -- | ---------------------------------------------------------------------- | ----------- | ---------- | -------------- |
| 18 | Verlengde driehoekige koepel                                           |             |            | C3v            |
| 19 | Verlengde vierkante koepel                                             |             |            | C4v            |
| 20 | Verlengde vijfhoekige koepel                                           |             |            | C5v            |
| 21 | Verlengde vijfhoekige rotonde                                          |             |            | C5v            |
| 22 | Verlengde gedraaide driehoekige koepel                                 |             |            | C3v            |
| 23 | Verlengde gedraaide vierkante koepel                                   |             |            | C4v            |
| 24 | Verlengde gedraaide vijfhoekige koepel                                 |             |            | C5v            |
| 25 | Verlengde gedraaide vijfhoekige rotonde                                |             |            | C5v            |
| 26 | Gyrobifastigium                                                        |             |            | D2d            |
| 27 | Gedraaide kuboctaëder                                                  |             |            | D3h            |
| 28 | Vierkante orthogonale dubbelkoepel                                     |             |            | D4h            |
| 29 | Gedraaide vierkante dubbelkoepel                                       |             |            | D4d            |
| 30 | Vijfhoekige orthogonale dubbelkoepel                                   |             |            | D5h            |
| 31 | Gedraaide vijfhoekige dubbelkoepel                                     |             |            | D5d            |
| 32 | Vijfhoekige orthogonale koepelrotonde                                  |             |            | C5v            |
| 33 | Vijfhoekige gedraaide koepelrotonde                                    |             |            | C5v            |
| 34 | Gedraaide icosidodecaëder                                              |             |            | D5h            |
| 35 | Verlengde driehoekige orthogonale dubbelkoepel                         |             |            | D3h            |
| 36 | Verlengde gedraaide driehoekige dubbelkoepel                           |             |            | D3d            |
| 37 | Gedraaide romboëdrisch kuboctaëder of Verlengde gedraaide dubbelkoepel |             |            | D4d            |
| 38 | Verlengde vijfhoekige orthogonale dubbelkoepel                         |             |            | D5h            |
| 39 | Verlengde gedraaide vijfhoekige dubbelkoepel                           |             |            | D5d            |
| 40 | Verlengde vijfhoekige orthogonale koepelrotonde                        |             |            | C5v            |
| 41 | Verlengde gedraaide vijfhoekige koepelrotonde                          |             |            | C5v            |
| 42 | Verlengde vijfhoekige orthogonale dubbelrotonde                        |             |            | D5h            |
| 43 | Verlengde gedraaide vijfhoekige dubbelrotonde                          |             |            | D5d            |
| 44 | Verlengde dubbelgedraaide driehoekige dubbelkoepel                     |             |            | D3             |
| 45 | Verlengde gedraaide vierkante dubbelkoepel                             |             |            | D4             |
| 46 | Verlengde dubbelgedraaide vijfhoekige dubbelkoepel                     |             |            | D5             |
| 47 | Verlengde dubbelgedraaide vijfhoekige koepelrotonde                    |             |            | C5             |
| 48 | Verlengde dubbelgedraaide vijfhoekige dubbelrotonde                    |             |            | D5             |

## Verhoogde prisma's
| Jn | Naam                                  | Openvouwing | Afbeelding | Symmetriegroep |
| -- | ------------------------------------- | ----------- | ---------- | -------------- |
| 49 | Verhoogd driehoekig prisma            |             |            | C2v            |
| 50 | Dubbelverhoogd driehoekig prisma      |             |            | C2v            |
| 51 | Drievoudig verhoogd driehoekig prisma |             |            | D3h            |
| 52 | Verhoogd vijfhoekig prisma            |             |            | C2v            |
| 53 | Dubbelverhoogd vijfhoekig prisma      |             |            | C2v            |
| 54 | Verhoogd zeshoekig prisma             |             |            | C2v            |
| 55 | Paradubbelverhoogd zeshoekig prisma   |             |            | D2h            |
| 56 | Metadubbelverhoogd zeshoekig prisma   |             |            | C2v            |
| 57 | Drievoudig verhoogd zeshoekig prisma  |             |            | D3h            |

## Getransformeerde regelmatige veelvlakken
| Jn | Naam                                      | Openvouwing | Afbeelding | Symmetriegroep |
| -- | ----------------------------------------- | ----------- | ---------- | -------------- |
| 58 | Verhoogde dodecaëder                      |             |            | C5v            |
| 59 | Paradubbelverhoogde dodecaëder            |             |            | D5d            |
| 60 | Metadubbelverhoogde dodecaëder            |             |            | C2v            |
| 61 | Drievoudig verhoogde dodecaëder           |             |            | C3v            |
| 62 | Metadubbelverkleinde icosaëder            |             |            | C2v            |
| 63 | Drievoudig verkleinde icosaëder           |             |            | C3v            |
| 64 | Verhoogde drievoudig verkleinde icosaëder |             |            | C3v            |

## Getransformeerde Archimedische lichamen
| Jn | Naam                                                    | Openvouwing | Afbeelding | Symmetriegroep |
| -- | ------------------------------------------------------- | ----------- | ---------- | -------------- |
| 65 | Verhoogde afgeknotte tetraëder                          |             |            | C3v            |
| 66 | Verhoogde afgeknotte kubus                              |             |            | C4v            |
| 67 | Dubbelverhoogde afgeknotte kubus                        |             |            | D4h            |
| 68 | Verhoogde afgeknotte dodecaëder                         |             |            | C5v            |
| 69 | Paradubbelverhoogde afgeknotte dodecaëder               |             |            | D5d            |
| 70 | Metadubbelverhoogde afgeknotte dodecaëder               |             |            | C2v            |
| 71 | Drievoudig verhoogde afgeknotte dodecaëder              |             |            | C3v            |
| 72 | Gedraaide romboëdrisch icosidodecaëder                  |             |            | C5v            |
| 73 | Paradubbelgedraaide romboëdrisch icosidodecaëder        |             |            | D5d            |
| 74 | Metadubbelgedraaide romboëdrisch icosidodecaëder        |             |            | C2v            |
| 75 | Drievoudig gedraaide romboëdrisch icosidodecaëder       |             |            | C3v            |
| 76 | Verkleinde romboëdrisch icosidodecaëder                 |             |            | C5v            |
| 77 | Paragedraaide verkleinde romboëdrisch icosidodecaëder   |             |            | C5v            |
| 78 | Metagedraaide verkleinde romboëdrisch icosidodecaëder   |             |            | Cs             |
| 79 | Dubbelgedraaide verkleinde romboëdrisch icosidodecaëder |             |            | Cs             |
| 80 | Paradubbelverkleinde romboëdrisch icosidodecaëder       |             |            | D5d            |
| 81 | Metadubbelverkleinde romboëdrisch icosidodecaëder       |             |            | C2v            |
| 82 | Gedraaide dubbelverkleinde romboëdrisch icosidodecaëder |             |            | Cs             |
| 83 | Drievoudig verkleinde romboëdrisch icosidodecaëder      |             |            | C3v            |

## Overige lichamen
| Jn | Naam                          | Openvouwing | Afbeelding | Symmetriegroep |
| -- | ----------------------------- | ----------- | ---------- | -------------- |
| 84 | Siamese dodecaëder            |             |            | D2d            |
| 85 | Siamees vierkant antiprisma   |             |            | D4d            |
| 86 | Sphenocorona                  |             |            | C2v            |
| 87 | Verhoogde sphenocorona        |             |            | Cs             |
| 88 | Sphenomegacorona              |             |            | C2v            |
| 89 | Hebesphenomegacorona          |             |            | C2v            |
| 90 | Disphenocingulum              |             |            | D2d            |
| 91 | Bilunabirotonde               |             |            | D2h            |
| 92 | Driehoekige hebesphenorotonde |             |            | C3v            |

## Websites
- (en)  MathWorld. Johnson Solid. lijst van johnsonlichamen